# Mount Pleasant (London)
Mount Pleasant ist eine Straße in London. Sie liegt im Stadtbezirk Camden, nahe der Grenze zu Islington.

## Geschichte und Herkunft des Namens
Die Straße hieß ursprünglich Coldbath Fields, nach einer im Jahr 1697 angelegten Badeanstalt, und verlief zum heute nur noch unterirdisch verlaufenden Fluss Fleet; bis heute gibt es gegenüber der Einmündung von Mount Pleasant in die Rosebery Avenue einen Coldbath Square. Der heutige Name hat einen ironisch-sarkastischen Hintergrund; er entstand im 18. Jahrhundert, als die Gegend als Abladefläche für Müll und Asche genutzt wurde. Von 1790 bis 1885 wurde hier auch ein Gefängnis, das Coldbath Fields Prison, betrieben.

## Briefzentrum
International ist Mount Pleasant vor allem durch das dort belegene gleichnamige Postamt mit Sortierzentrum (Mount Pleasant Mail Centre) der Royal Mail bekannt. Es wurde 1887 in Betrieb genommen und in den folgenden Jahrzehnten wiederholt erweitert; die heutigen Gebäude wurden zwischen 1929 und 1934 errichtet. Es war zeitweise eines der größten Sortierzentren der Welt und ist bis heute das größte in Großbritannien. Von 1927 bis 2003 war es auch die wichtigste Station in der London Post Office Railway, einem unterirdischen Bahnnetz zur Beförderung von Post zwischen Londoner Postämtern.